# Zuidnederlandse Uitgeverij
Zuidnederlandse Uitgeverij (littéralement "éditeur des Pays-Bas du sud"), abrégé en ZNU, est un groupe d'édition belge dont le siège est situé à Aartselaar en Flandre. C'est une entreprise familiale, qui a longtemps été la propriété des sœurs Hilde, Frieda et Yvonne Schaltin sous la direction de Jan Vande Velden. Le groupe a été fondé en 1951 et possède depuis 1984 Standaard Boekhandel, la plus grande chaîne de librairies de Flandre. Le groupe détient également 30% de la chaîne néerlandaise Boekenvoordeel d'Almere. En 2014, le groupe a également racheté Club, une chaîne de librairies-papeteries implantée à Bruxelles et en Wallonie.
À ses débuts, l'entreprise était connue, entre autres, comme l'éditeur de la série de livres pour enfants Le Chevalier rouge (De Rode Ridder) de Leopold Vermeiren, série très populaire aux Pays-Bas. La plupart des ouvrages ne sont plus publiées sous leur propre nom depuis longtemps : les livres en néerlandais sont publiés sous la marque Deltas et ceux en français sous la marque Chantecler. Aux Pays-Bas, les livres sont publiés par la filiale de ZNU Centrale Uitgeverij.
ZNU est l'un des éditeurs les plus rentables de Flandre. En 2014, le groupe a réalisé un résultat opérationnel de 5,9 millions d'euros sur un chiffre d'affaires de 18 millions et la société disposait de capitaux propres consolidés de 160 millions d'euros.

## Chantecler
La marque Chantecler est active depuis les années 1970 et publie en français des livres pour enfants. Initialement très axée sur les ouvrages documentaires, elle publie maintenant également des fictions et des livres-jeux.
Chantecler a notamment publié dans les années 1970-1980 la collection encyclopédique « Qui ? Pourquoi ? » comportant une centaine d'ouvrages. Elle a fait l'objet d'une numérisation au titre de la loi française relative à l’exploitation des livres indisponibles du XXe siècle, à partir du dépôt légal de la BnF.